# Haaravesi och Iso Pitämä
Haaravesi och Iso Pitämä eller Pitämäjärvi är en sjö i Finland. Den ligger i kommunen Suomussalmi i landskapet Kajanaland, i den centrala delen av landet, 600 km norr om huvudstaden Helsingfors. Haaravesi och Iso Pitämä ligger 186,4 meter över havet. Den är 26 meter djup. Arean är 3,3 kvadratkilometer och strandlinjen är 24,01 kilometer lång. Sjön  ingår i Uleälvens huvudavrinningsområde. 